# 楊敞
楊 敞（よう しょう、? - 紀元前74年9月19日）は、前漢の人。京兆尹華陰県の人。

## 略歴
大将軍の幕府で仕事をし、軍司馬となった。大将軍の霍光に重用されて昇進し、始元6年（紀元前81年）に大司農となった。
元鳳元年（紀元前80年）、稲田使者の燕倉が上官桀らの陰謀を知ると、そのことを楊敞に報告した。しかし楊敞は恐れをなし、病気を称して諌大夫の杜延年に告げ、杜延年がこのことを皇帝に報告した。上官桀らが誅殺されると杜延年や燕倉は列侯に封じられたが、楊敞だけは九卿でありながらすぐに報告しなかったために列侯になれなかった。
元鳳4年（紀元前77年）、王訢の後任の御史大夫となった。元鳳6年（紀元前75年）、前年に死亡した王訢の後任の丞相となり、安平侯に封じられた。
翌年の元平元年（紀元前74年）、昭帝が死亡すると、昌邑王劉賀が皇帝に立てられた。しかし、淫乱を理由に廃位し劉病已を立てると大将軍の霍光と車騎将軍の張安世により決められ、霍光は大司農の田延年に楊敞へ報告させた。楊敞は驚愕して物も言えなかったが、更衣に立った際に妻に「ここで早く応じないでぼやぼやしていたら、先に誅殺されてしまいますよ」と言われたため、田延年に対し許諾して廃立に加わった。
楊敞はその年の内に死亡し、敬侯と諡された。安平侯は子の楊忠（楊賁）が継いだ。楊忠の後は楊譚が継いだが、下記の叔父の楊惲を諫めなかったことで、爵位を剥奪された。楊譚の子の楊宝は民間において名を馳せた。
楊敞は司馬遷の娘を娶っており、司馬遷の娘とのあいだに生まれた楊惲が『史記』を世に広めた。
『後漢書』楊震伝によると、後漢時代に「四世三公」と称えられた楊震・楊秉・楊賜・楊彪らの楊氏の祖であるとされている。